# Imerio Massignan
Imerio Massignan   (Valmarana, 2 de gener de 1937 - Novi Ligure, 3 de maig de 2024) va ser un ciclista italià que fou professional entre 1959 i 1970.

## Biografia
Massignan fou un ciclista que destacà especialment en les etapes de muntanya, ja que era un escalador pur. Era anomenat gamba secca pel seu característic pedalar a causa del fet que tenia una cama més curta que l'altra. Debutà com a professional al Giro d'Itàlia de 1959, de mà de Tullio Campagnolo. En aquesta cursa aconseguí molt bons resultats, finalitzant entre els deu millors en cinc edicions. La segona posició aconseguida el 1962, a 4' del guanyador Franco Balmamion, fou la seva millor classificació.
Al Tour de França aconseguí els millors resultats de la seva carrera, en acabar sempre entre els deu primers, guanyar una etapa el 1961 i guanyar en dues edicions, el 1960 i 1961, el Gran Premi de la Muntanya. El 1963 se li va detectar uns primers símptomes de nefritis, fet que va fer que acabés abans la temporada i que no corregués en tot el 1964. El 1965 tornà a la competició, però sense mantenir el mateix nivell obtingut fins aquell moment.

## Palmares
- 1959
  - 1r de la Bolonya-Raticosa
- 1960
  -  1r del Gran Premi de la Muntanya del Tour de França
- 1961
  -  1r del Gran Premi de la Muntanya del Tour de França i vencedor d'una etapa
- 1962
  - 1r del Gran Premi Lavis
- 1965
  - Vencedor d'una etapa de la Volta a Catalunya

### Resultats al Tour de França
- 1960. 10è de la classificació general.  1r del Gran Premi de la Muntanya
- 1961. 4t de la classificació general. Vencedor d'una etapa.  1r del Gran Premi de la Muntanya
- 1962. 7è de la classificació general

### Resultats al Giro d'Itàlia
- 1959. 5è de la classificació general
- 1960. 4t de la classificació general
- 1961. 11è de la classificació general
- 1962. 2n de la classificació general
- 1963. 7è de la classificació general
- 1965. 9è de la classificació general
- 1966. 19è de la classificació general
- 1967. 24è de la classificació general
- 1968. 34è de la classificació general
- 1969. 34è de la classificació general